# ریچارد هارندیل
ریچارد هارندیل (انگلیسی: Richard Hurndall؛ ۳ نوامبر ۱۹۱۰ – ۱۳ آوریل ۱۹۸۴) هنرپیشه اهل انگلستان بود.
از فیلم‌ها یا برنامه‌های تلویزیونی که وی در آن نقش داشته‌است می‌توان به دکتر هو، شاهزاده و گدا اشاره کرد.